# Pilsenita
La pilsenita és un mineral de la classe dels sulfurs, que pertany al grup de la tetradimita. Rep el nom de la localitat de Nagybörzsöny, a Hongria, en alemany Deutsch-Pilsen, la seva localitat tipus.

## Característiques
La pilsenita és un tel·lurur de fórmula química Bi₄Te₃. Cristal·litza en el sistema trigonal. La seva duresa a l'escala de Mohs es troba entre 1,5 i 2,5.
Segons la classificació de Nickel-Strunz, la pilsenita pertany a «02.DC - Sulfurs metàl·lics, amb variable proporció M:S» juntament amb els següents minerals: hedleyita, ikunolita, ingodita, joseïta-B, kawazulita, laitakarita, nevskita, paraguanajuatita, skippenita, sulfotsumoïta, tel·lurantimoni, tel·lurobismutita, tetradimita, tsumoïta, baksanita, joseïta-C, protojoseïta, sztrokayita, vihorlatita i tel·luronevskita.

## Formació i jaciments
Va ser descoberta a la localitat de Nagybörzsöny, al districte de Szob (Comtat de Pest, Hongria). Tot i tractar-se d'una espècie gens habitual ha estat descrita en tots els continents del planeta a excepció de l'Antàrtida.